# René Thévenin
Pour les articles homonymes, voir Thévenin.
Œuvres principales
- Mœurs et histoire des Peaux-Rouges
- Futuropolis
- Durga Râni, reine des jungles

René Thévenin, né le 5 décembre 1877 dans le 17e arrondissement de Paris, ville où il est mort en son domicile le 27 décembre 1967 dans le 5e arrondissement, est un écrivain français spécialisé dans les romans populaires d'aventures et de science-fiction.

## Biographie
Attaché au Muséum national d'histoire naturelle (durant les années 1940), René Thévenin a également été scénariste de bande dessinée et de cinéma. Il est également dessinateur et illustre certains de ses premiers feuilletons dans Le Jeudi de la jeunesse. Sa profession principale, de 1905 à 1967, est cependant journaliste et vulgarisateur scientifique, notamment dans le domaine de l'histoire naturelle. Il écrit dans de nombreux magazines, du Journal des voyages au Chasseur français, en passant par Sciences et voyages et Vaillant, le journal de Pif.
En 1889, il assiste au spectacle du cirque de Buffalo Bill à Paris, ce qui le marquera profondément durant toute sa vie. Avec son ami Paul Coze, il est un défenseur des Indiens d'Amérique du Nord avec leur ouvrage de 1928, puis au travers de nombreux articles à leur sujet, notamment dans Vaillant sous le pseudonyme de R. Thierry.

## Œuvres
- La Cité des tortures, Journal des voyages, nos  518 à 521, 1906
- La Tête ensorcelée, « La Vie d'aventures », supplément au Journal des Voyages, no  6, 1907
- Les Trois Coffrets d'opium, Journal des Voyages, 1907
- L'Auto-fantôme, Le Plein Air, 1909 ; Tallandier coll. « Les Romans mystérieux », 1913
- Les Proies de la sirène, Journal des Voyages, nos  716 à 723, 1910
- Le Mystère de la Bernina, La Vie d'aventures, supplément au Journal des Voyages, no  2, 1911
- Le Collier de l’idole de fer, Le Plein Air, 1911-1912 ; Tallandier coll. « Bibliothèque des grandes aventures », 1924
- Celui qui rodait dans la forêt, La Vie d'aventures no  12, 1911
- Le Château hanté d'Owlesfear, Journal des Voyages, nos  829 à 839, 1912
- Barnabé Tignol et sa baleine, Albin Michel, 1922
- Le Maître des vampires, 1923
- Le Mystère de l’épave, roman d’aventures, Tallandier, 1925
- Sous les griffes du monstre, Tallandier, 1926
- L'étrange croisière de la Terror, Ferenczi coll. "Les Romans d'aventure" n°26, 1926
- La Forêt sanglante, Ferenczi coll. « Les Romans d'aventure » no  39, 1927
- L'homme à la Couleuvre, Ferenczi coll. "Les Romans d'aventure" n°56, 1928
- Mœurs et histoire des Peaux-Rouges, avec Paul Coze, Payot, 1928, Prix Fabien de l'Académie française ; réédité : Mœurs et histoire des Indiens d'Amérique du Nord, Payot, 2004
- Les Chasseurs d'hommes, Sciences et Voyages, nos  529 à 557, 1930 ; La Renaissance du livre, coll. « Le disque rouge », 1933
- L'Ancêtre des hommes, Sciences et Voyages, nos  648 à 680, 1932
- À l'est de la route 13, Sciences et Voyages, nos  746 à 765, 1933
- Sur l'autre face du monde, (sous le pseudonyme de A. Valérie[4]), 1935
- La Bête sans nom, Sciences et Voyages, no  10 (nouvelle série), 1936
- Le Pilote Fantôme, Tallandier, 1937
- Futuropolis, (sous le pseudonyme de Martial Cendres), bande dessinée par Pellos  1937
- Durga Râni, reine des jungles, (sous le pseudonyme de Jean Sylvère), bande dessinée par Pellos, 1947
- Les Migrations des animaux, Presses universitaires de France, 1941
- La Faune disparue de France depuis les origines jusqu’à nos jours, Payot, 1943
- Les Pays légendaires, Presses universitaires de France, coll. Que sais-je ? no  226, 1946
- Origine des animaux domestiques, Presses universitaires de France, coll. Que sais-je ? no  271, 1947
- Robin des Bois (illustrations Calvo), éditions G. P., 1949
- Jusqu' où le singe est-il un homme ?, Société Parisienne d'Édition, Hachette ?, 96 pages, 28 photographies, 1949

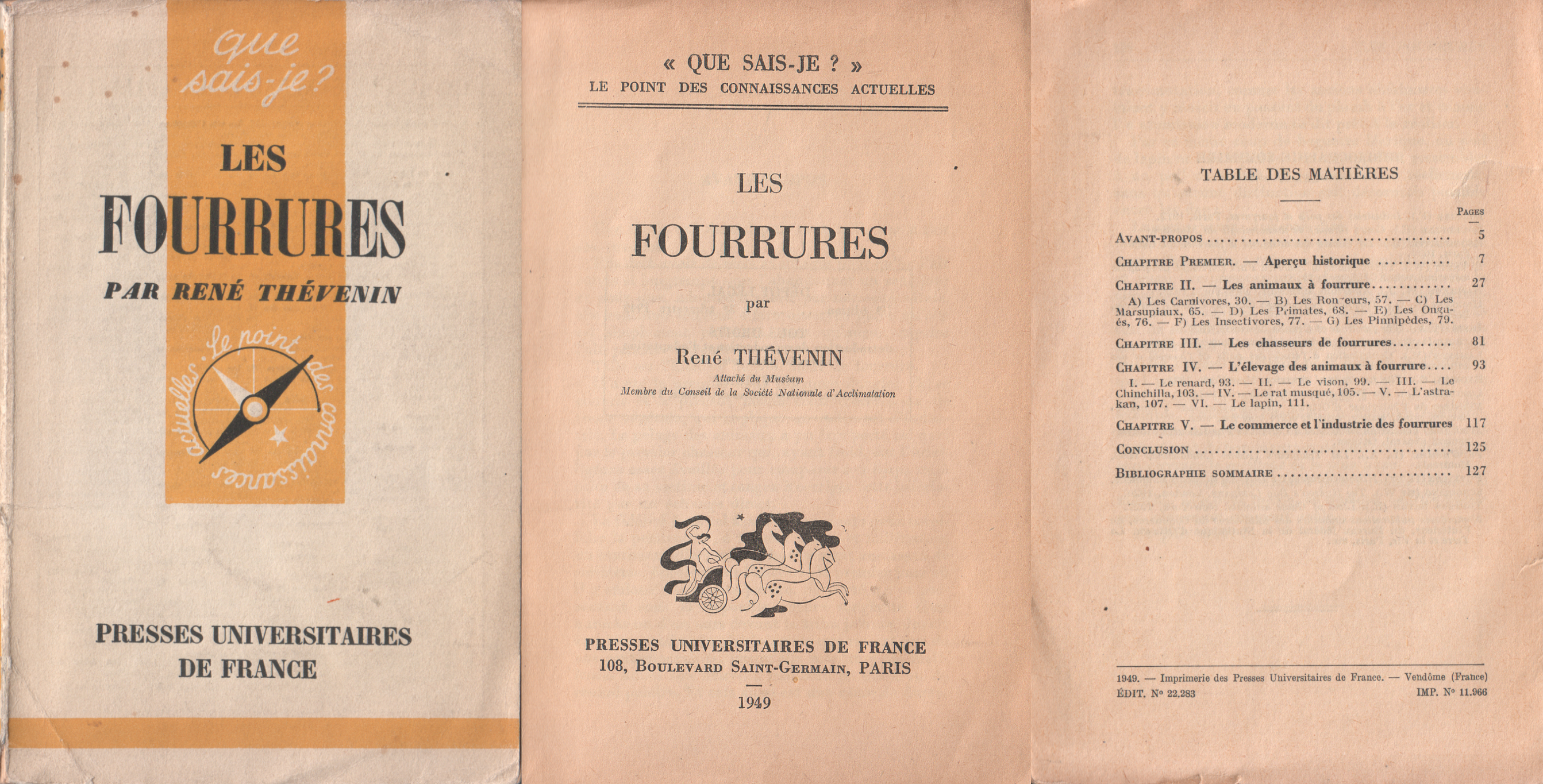

- Les Fourrures, Presses universitaires de France, coll. Que sais-je ? no  271, 1949
- Les Petits Carnivores d’Europe : belette, hermine, putois, furet, vison, loutre, marte, fouine, blaireau, genette, mangouste, chat, lynx, renard, isatis, Payot, 1952
- Alfred Leutscher, Le Vivarium. Manuel sur les batraciens, les reptiles et les poissons d'eau douce en captivité, avec 106 illustrations de Humphrey Dakeyne, Payot, 1953, coll. Bibliothèque scientifique, traduction de René Thévenin
- Alpheus Hyatt Verrill, Les Étranges Animaux préhistoriques, Payot, 1953, coll. Bibliothèque scientifique, préface et traduction de René Thévenin

## Traductions
- Barnabé and his whale, traduit du français par Ben Ray Redman, New York, R. M. McBride & company, 1923
- Animal migration, traduit du français par Noel Kenton, New York, Walker, 1963
- I paesi leggendari dinanzi alla scienza, traduit par Luigi Confalonieri, Milano, Garzanti, 1950

## Scénarios
- Pension Jonas (1941) film de Pierre Caron